# Skogekär Bergbo

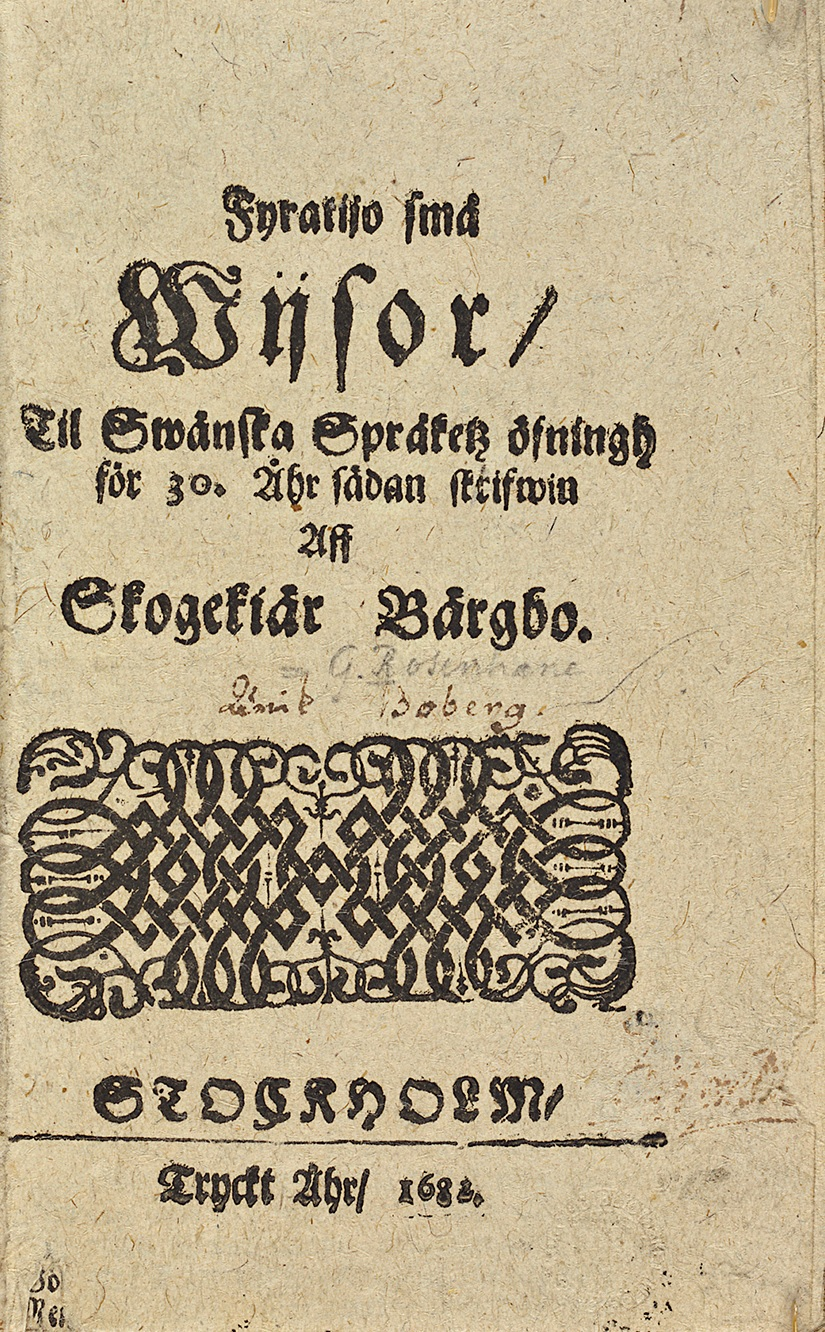
Titelblad från Skogekär Bergbos "Fyratijo små wijsor til swänska språketz öfningh" (1682).

Skogekär Bergbo, även stavat Skogekär Bärgbo, är en pseudonym för en svensk 1600-talsdiktare.

## Pseudonymen
Vem som låg bakom pseudonymen vet man inte med säkerhet. Uppgifter från slutet av 1600-talet utpekade Gustaf Rosenhane, och den uppgiften var allmänt accepterad tills den 1896 ifrågasattes i en uppsats av Henrik Schück. I den litteraturvetenskapliga debatt som följde föreslogs bland andra Gustafs bror Schering Rosenhane som möjlig författare, av Johan Nordström. Uppfattningen att det sannolikt var Gustaf Rosenhane som var Skogekär Bergbo förblev dock dominerande. Vid en föreläsning i februari 2023 presenterades nya indicier av latinlektorn Anna Blennow vilka pekar mot att det ändå kan ha varit Schering Rosenhane. Indicierna är biografiska, textinterna och bokhistoriska. Litteraturprofessor Anders Cullhed menade efter denna föreläsning att Schering Rosenhane härefter får ses som den mest trolige diktaren bakom pseudonymen tills bevis för motsatsen läggs fram.

## Litterär verksamhet
Skogekär Bergbo verkade liksom många av sina samtida, bland andra Georg Stiernhielm, för en förnyelse av det svenska språket genom att anknyta till den europeiska renässansen och barockens litteratur. Skogekär Bergbos mest kända verk Wenerid, skrivet under 1640-talets senare hälft, i hägn av Kristinahovet, men utgivet först 1680, är till exempel en samling på 101 sonetter i Francesco Petrarcas efterföljd. Även fransmannen Pierre de Ronsard omnämns som ett föredöme i samlingens korta förord.
Om Wenerid och Fyratijo små Wijsor hade tryckts vid sin påstådda tillkomsttid, skulle förmodligen Skogekär Bergbo och inte Stiernhielm ha blivit kallad "den svenska skaldekonstens fader".

### Återutgivningar
- Vittra skrifter. Stockholm: Klemming. 1853. Libris 2484815
- Samlade vitterhetsarbeten af svenska författare från Stjernhjelm till Dalin. 1, G. Stjernhjelm, G. Rosenhane och J. Columbus. Upsala: Hanselli. 1871. Libris 600762. https://runeberg.org/svsf/1/
- Venerid / med litografier av Björn Jonson ; inledning och kommentarer av Bertil Sundborg. Bokvännens bibliotek, 0347-8386 ; 7. Stockholm: Bokvännerna. 1949. Libris 868726
- Fyratijo små wijsor  / inledning och kommentar av Bertil Sundborg. Bokvännens bibliotek, 0347-8386 ; 25. Stockholm: Sällsk. Bokvännerna. 1955. Libris 1435152
- Wenerid / utgiven med inledning och kommentarer av Lars Burman. Svenska författare. Ny serie, 1100-729X. Stockholm: Svenska vitterhetssamf. (SVS). 1993. Libris 7626814. ISBN 91-7230-050-7. http://litteraturbanken.se/#!/forfattare/BergboS/titlar/WeneridSVS/info